# John Fasano
John Michael Fasano (* 24. August 1961 in Bethpage, New York; † 19. Juli 2014 in Studio City, Los Angeles, Kalifornien) war ein US-amerikanischer Drehbuchautor, Filmproduzent, Filmregisseur und Schauspieler.

## Leben
Fasano absolvierte die State University of New York in Purchase und arbeitete als Art Director für Fachzeitschriften sowie als Designer von Plakaten für Exploitation-Filme. Seine Arbeit auf diesem Gebiet beeindruckte den Produzenten Jack Bravman hinreichend, der ihn 1987 engagierte, um den Low-Budget-Horrorfilm Zombie Nightmare zu realisieren. Im selben Jahr fungierte er als Regisseur in Im Angesicht der Hölle ebenfalls mit Jon Mikl Thor als Filmkomponist und Hauptdarsteller.
Fasano war zweimal verheiratet und Vater zweier Kinder. Er verstarb am 19. Juli 2014 im Alter von 52 Jahren an Herzversagen. Er befand sich zu dieser Zeit in den Vorbereitungen zu einer Neuverfilmung zu Erinnerungen an die Zukunft.

## Filmografie

### Drehbuch
- 1985: Shauna: Every Man's Fantasy
- 1987: Zombie Nightmare
- 1990: Und wieder 48 Stunden (Another 48 Hrs.)
- 1996–1997: F/X: The Series (Fernsehserie, 2 Episoden)
- 1997: Der Glöckner von Notre-Dame (The Hunchback, Fernsehfilm)
- 1999: Last Home Run – Wettspiel mit dem Tod (Mean Streak, Fernsehfilm)
- 1999: Universal Soldier – Die Rückkehr (Universal Soldier – The Return)
- 1999: Hunley – Tauchfahrt in den Tod (The Hunley, Fernsehfilm)
- 1999: The Visit
- 2000: Profiler (Fernsehserie, Episode 4x15)
- 2001: Megiddo – Das Ende der Welt (Megiddo 2)
- 2003: Der Fluch von Darkness Falls (Darkness Falls)
- 2003: Saving Jessica Lynch (Fernsehfilm)
- 2004: Die Legende von Butch und Sundance (The Legend of Butch & Sundance, Fernsehfilm)
- 2005: Jesse Stone: Eiskalt (Jesse Stone: Stone Cold)
- 2006: Wildfires – Lauffeuer (Firestorm: Last Stand at Yellowstone, Fernsehfilm)
- 2009–2011: Woke Up Dead (Fernsehserie, 21 Episoden)
- 2011: Sniper: Reloaded
- 2012: Hannah's Law (Fernsehfilm)
- 2012: The Eleventh Victim (Fernsehfilm)
- 2014: Sniper: Legacy
- 2019: Scripts Gone Wild Zombie Nightmare

### Produktion
- 1988: Freakshow
- 1989: The Jitters
- 1992: Rapid Fire – Unbewaffnet und extrem gefährlich (Rapid Fire)
- 1993: Tombstone
- 1997: Der Glöckner von Notre-Dame (The Hunchback, Fernsehfilm)
- 1999: According to Occam's Razor (Dokumentation)
- 2002: Ginostra
- 2003: Der Fluch von Darkness Falls (Darkness Falls)
- 2003: The Legend of Matilda Dixon (Kurzfilm)
- 2003: Romp (Kurzfilm)
- 2004: Die Legende von Butch und Sundance (The Legend of Butch & Sundance, Fernsehfilm)
- 2005: Ladies Night (Fernsehfilm)
- 2005: Cool Money (Fernsehfilm)
- 2005: Intercessor: Another Rock ’n’ Roll Nightmare
- 2006: Rapid Fire – Der Tag ohne Wiederkehr (Rapid Fire, Fernsehfilm)
- 2007: A Family Lost (Fernsehfilm)
- 2007: Christmas Wish – Wenn Wünsche wahr werden (Holiday Switch, Fernsehfilm)
- 2009: Woke Up Dead (Fernsehserie, 22 Episoden)
- 2010: Cargo, les hommes perdus
- 2012: Hannah's Law (Fernsehfilm)
- 2012: The Lost Episode

### Regie
- 1987: Im Angesicht der Hölle (Rock 'n' Roll Nightmare)
- 1987: Zombie Nightmare
- 1988: Freakshow
- 1989: The Jitters
- 2005: Murder at the Presidio (Fernsehfilm)
- 2007: A Family Lost (Fernsehfilm)
- 2009: Kamen Rider: Dragon Knight (Fernsehserie, 10 Episoden)

### Schauspiel
- 1987: Zombie Nightmare
- 1987: Student Affairs
- 1987: Blood Sisters
- 1995: Irving
- 2000: G vs E (Fernsehserie, Episode 2x03)
- 2004: Die Legende von Butch und Sundance (The Legend of Butch & Sundance, Fernsehfilm)
- 2008: Green River: Die Spur des Killers (The Capture of the Green River Killer, Mini-Serie, 2 Episoden)
- 2012: Hannah's Law (Fernsehfilm)